# Mykoła Rewucki
Mykoła Anatolijowycz Rewucki, ukr. Микола Анатолійович Ревуцький (ur. 7 stycznia 1988 w Iwano-Frankiwsku, zm. 16 września 2023) – ukraiński piłkarz, grający na pozycji pomocnika.

## Kariera piłkarska

### Kariera klubowa
Jego ojciec Anatolij Rewucki był prezesem klubu Prykarpattia Iwano-Frankiwsk. Wychowanek klubu Spartak Iwano-Frankiwsk, barwy którego bronił w juniorskich mistrzostwach Ukrainy (DJuFL). Latem 2004 rozpoczął karierę piłkarską w klubie Fakeł Iwano-Frankiwsk, który w 2007 zmienił nazwę na Prykarpattia Iwano-Frankiwsk.

### Kariera reprezentacyjna
W 2007 i 2009 występował w studenckiej reprezentacji Ukrainy.

## Sukcesy i odznaczenia

### Sukcesy klubowe
- wicemistrz Drugiej lihi Ukrainy: 2006, 2007

### Sukcesy reprezentacyjne
- mistrz Uniwersjady: 2007, 2009

### Odznaczenia
- tytuł Mistrza Sportu Klasy Międzynarodowej: 2007